# Deposizione di Cristo nel sepolcro (Schedoni)
Il dipinto raffigurante la Deposizione di Cristo, realizzato a olio su tavola (228x283cm) da Bartolomeo Schedoni tra il 1613 e il 1614 ed è conservato presso la Galleria nazionale di Parma. 

## Storia
L'opera venne commissionata all'artista da Ranuccio I Farnese per la chiesa dell'abbazia di Fontevivo. Qui, in questo territorio vicino a Parma, lo stesso Ranuccio aveva fatto erigere a partire dal 1606 un nuovo convento e una nuova chiesa per la comunità dei Cappuccini che, già dal 1566, si era insediata nella città. Alcuni studiosi pensano che questa decisione di Ranuccio sia correlata alla volontà di controllare in maniera più diretta il territorio al di fuori della città, contrapponendosi agli interessi della feudalità locale che spesso mal sopportava il potere del Duca. Ranuccio, comunque, fu sempre fortemente legato a questa chiesetta, tanto che, proprio qui, si ritirò per anni in preghiera e in meditazione, confondendosi tra i frati. 
Per questa chiesa, dunque, Ranuccio affida a Bartolomeo Schedoni un ciclo di opere pittoriche sulla Passione di Cristo, infrangendo le austere regole dei Cappuccini che preferivano ambienti spogli, severi ed essenziali. I dipinti sono oggi conservati in parte alla Galleria Capodimonte di Napoli, in parte al Louvre, in parte disperse. Questa, assieme ad altre due opere (le Marie al sepolcro e l'Ultima Cena) sono esposte nelle sale della Galleria nazionale di Parma. 
L'esecuzione di quest'opera può essere collocata tra il 1613 e il 1614.

## Descrizione
Bartolomeo Schedoni, affrontando il ciclo pittorico poco più che trentenne, ha occasione di sviluppare delle tematiche note con un tono inedito, forte di una padronanza pittorica e di una interpretazione pienamente matura. Il pittore, infatti, affrontando il tema diffusissimo del Compianto, si confronta e si ispira ad un gran numero di opere a lui più o meno contemporanee. Possiamo infatti trovare riferimenti al Compianto in terracotta dello scultore modenese Guido Mazzoni per la chiesa francescana di Santa Maria degli Angeli a Busseto, oppure ad opere come il Compianto di Correggio per la Cappella del Bono, nella chiesa di San Giovanni Evangelista. Schedoni punta a creare un'opera fortemente coinvolgente dal punto di vista emozionale, impiegando un uso teatrale del colore, delle luci e della gestualità dei suoi personaggi. Come ricorda L.F. Schianchi, "non c'è silenzio, isolamento nel dolore, ma un dialogo disperato, una confutazione affannata". 